# Mike Harris (rugby à XV)
Pour les articles homonymes, voir Harris.

a Compétitions nationales et continentales officielles uniquement.

b Matchs officiels uniquement.
Dernière mise à jour le 22 mars 2025.
Michael Harris dit Mike Harris, né le 8 juillet 1988 à North Shore City (Nouvelle-Zélande), est un joueur international australien de rugby à XV  évoluant aux postes de demi d'ouverture, centre ou arrière. Il mesure 1,86 m pour 96 kg.

## Carrière

### En club
Mike Harris a fait ses débuts professionnels en 2007 avec la province néo-zélandaise de North Harbour en NPC. Il y évolue quatre saisons, jouant ainsi 33 matchs et inscrivant 255 points.
En 2011, après avoir échoué à obtenir un contrat avec une franchise néo-zélandaise de Super Rugby, il signe avec la franchise australienne des Queensland Reds pour être la doublure du Wallaby Quade Cooper.
Il devient ensuite un élément important de sa franchise en étant principalement utilisé au poste de premier centre, où sa qualité de passe et son jeu au pied sont appréciées.
Il quitte les Reds en 2014 pour signer un contrat de deux ans avec les Melbourne Rebels, dans l'objectif d'avoir plus de temps de jeu,.
En mars 2016, il est annoncé qu'il a signé un contrat de deux ans avec le club français du Lyon OU, champion de France de Pro D2, qui accède en Top 14 la saison suivante. Alors qu'il passe l'essentiel de ses deux saisons à être une doublure, il est titularisé pour la fin de saison 2017-2018, en l'absence du titulaire habituel Lionel Beauxis. Il est notamment titularisé lors du match de barrage gagné à Toulon, et de la demi-finale perdue contre Montpellier,.
Après avoir refusé une prolongation de contrat proposée par le LOU, il signe un contrat de deux saisons avec le club japonais des Toshiba Brave Lupus évoluant en Top League.
En juillet 2020, il revient dans le Top 14 en s'engageant pour deux saisons avec la Section paloise. Le 1er février 2022, après n'avoir été aligné qu'à cinq reprises en une saison et demie à cause de nombreuses blessures, il décide de quitter Pau d'un commun accord avec le club.

### En équipe nationale
Mike Harris joue avec l'équipe de Nouvelle-Zélande des moins de 20 ans au Championnat du monde junior 2008.
Bien qu'il soit né et formé en Nouvelle-Zélande, il est aussi sélectionnable avec l'Australie grâce à une grand-mère y étant originaire.
En juin 2012, il est sélectionné par Robbie Deans pour jouer avec l'équipe d'Australie, et il fait ses débuts en sélection le 5 juin 2012 contre l'Écosse.

## Statistiques

### En club et province
- 33 matchs de NPC avec North Harbour.
- 61 matchs de Super Rugby avec les Reds et les Rebels.

### En équipe nationale
Mike Harris compte dix capes avec les Wallabies, dont cinq titularisations, depuis son premier match face à l'équipe d'Écosse le 5 juin 2012, pour un bilan de six victoires.
Il compte un total de 55 points, se décomposant en un essai, seize pénalités et une transformation.

## Palmarès

### En franchise
- Vainqueur du Super Rugby en 2011 avec les Queensland Reds.

### En équipe nationale
- Vainqueur du Championnat du monde junior en 2008 avec l'équipe de Nouvelle-Zélande des moins de 20 ans.